# Мрочкі (Монецький повіт)
Мрочкі (пол. Mroczki) — село в Польщі, у гміні Тшцянне Монецького повіту Підляського воєводства.
Населення — 127 осіб (2011).
У 1975-1998 роках село належало до Білостоцького воєводства.

## Демографія
Демографічна структура станом на 31 березня 2011 року:
|          | Загалом | Допрацездатний вік | Працездатний вік | Постпрацездатний вік |
| -------- | ------- | ------------------ | ---------------- | -------------------- |
| Чоловіки | 60      | 10                 | 39               | 11                   |
| Жінки    | 67      | 10                 | 37               | 20                   |
| Разом    | 127     | 20                 | 76               | 31                   |